# Phidippus albulatus
Phidippus albulatus är en spindelart som beskrevs av Pickard-Cambridge F. 1901. Phidippus albulatus ingår i släktet Phidippus och familjen hoppspindlar. Inga underarter finns listade i Catalogue of Life.